# Cyrtarachne dimidiata
Cyrtarachne dimidiata là một loài nhện trong họ Araneidae.
Loài này thuộc chi Cyrtarachne. Cyrtarachne dimidiata được Tord Tamerlan Teodor Thorell miêu tả năm 1895.